# 1999년 토론토 국제 영화제
제24회 토론토 국제 영화제는 2000년 9월 9일에 열린 시상식이다.

## 수상 및 후보

### 관객상
- 아메리칸 뷰티 - 샘 멘데스 수상
- 컵 (The Cup, Phorpa) - 키엔체 노르부 수상
- Kahapon, may dalawang bata - Carlos Siguion-Reyna 수상

### FIPRESCI-상
- 샤워 - 장양 수상